# Додсон, Бетти
Бетти Додсон (англ. Betty Dodson; 24 августа 1929 — 31 октября 2020) — американский секс-педагог. Художница по образованию, организовывала шоу эротического искусства в Нью-Йорке прежде чем возглавить просексуальное феминистское движение. Семинары и руководства Додсон побуждают женщин мастурбировать, часто в группах.

## Ранняя карьера
Додсон отправилась в Нью-Йорк обучаться искусству в 1950 году, и с 1962 года жила на Мэдисон-авеню в Манхэттене. В 1959 году Додсон вышла замуж за Фредерика Лифа, директора по рекламе, брак закончился разводом в 1965 году. Стремление Додсон к «сексуальному самопознанию» началось после её развода. Додсон провела первую выставку эротического искусства с участием одной женщины в галерее Викершем в Нью-Йорке в 1968 году. В 1987 году были опубликованы её мемуары и обучающая серия журнала Ms. «Секс для одного». Позже издательство Random House широко опубликовало эту работу, и она была переведена на 25 языков.
Додсон раскритиковала книгу Ив Энслер «Монологи вагины», которая, по её мнению, имеет негативный и ограничительный взгляд на сексуальность и антимужские предубеждения.
Додсон получила научную степень в неаккредитованном Институте перспективных исследований сексуальности человека за свою исследовательскую работу в области сексуальности.

## Семинары и коучинг

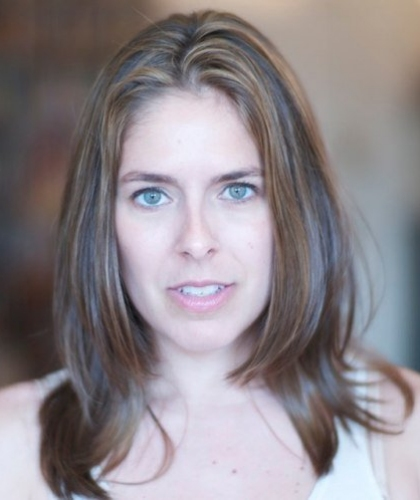
Карлин Росс

Додсон стала активной участницей секс-позитивного движения в конце 1960-х.
С 1970-х годов она организовывала мастер-классы по бодисексу. Бодисекс — это практика, разработанная Бетти Додсон, чтобы помочь женщинам установить связь со своим телом и эрогенными зонами, избавиться от чувства стыда, улучшить восприятие удовольствия и развить любовь к себе. На семинарах женщин учили исследовать своё тело и мастурбировать вместе, чтобы узнать под руководством, как получить оргазм как в одиночестве, так и с сексуальным партнёром. В её двухчасовых сеансах участвовали 15 обнажённых женщин, каждая из которых использовала Hitachi Magic Wand для помощи в мастурбации. Додсон использовала Magic Wand, вибратор с питанием от сети, на демонстрациях и учебных занятиях, чтобы обучать женщин методам самоудовлетворения. Каждой женщине для этих сеансов она давала Magic Wand. Она рекомендовала женщинам накрывать гениталии небольшим полотенцем, чтобы притупить ощущения от вибратора и продлить удовольствие. Суть её метода заключалась в одновременной стимуляции влагалища и клитора. Додсон научила тысячи женщин достигать оргазма с помощью этой техники. Её метод стал известен как метод Бетти Додсон.
Она много лет работала с адвокатом Карлин Росс в качестве делового партнёра, и эти две женщины проводили свои семинары в основном вместе.
Исследование, проведенное в 2007 году, проверило «Метод Бетти Додсон» в групповой терапии с участием 500 ранее аноргазмичных женщин. Из 500 465 (93 %) испытали оргазм во время терапии, 35 (7 %) — нет. В исследовании 2021 года женщины снова описывают женские техники приятного вагинального полового акта, которым научила Додсон («Рыбалка, раскачивание, мелководье, сопряжение»).

## Более поздняя карьера
Додсон опубликовал мемуары «Секс по замыслу» в 2010 году.
В 2014 году она заявила, что считает себя феминисткой четвёртой волны, заявив, что предыдущие волны феминизма были банальными и антисексуальными, поэтому она решила взглянуть на новую позицию феминизма, феминизм четвёртой волны. В 2014 году Додсон работала с женщинами, чтобы выяснить их сексуальные желания с помощью мастурбации. Додсон сказала, что её работа получила поддержку аудитории молодых, успешных женщин, у которых никогда не было оргазма. Сюда входят феминистки четвёртой волны — те, кто отвергает позицию антиудовольствия, за которую, по их мнению, выступают феминистки третьей волны.
Додсон умерла 31 октября 2020 года в возрасте 91 года от цирроза печени в доме престарелых на Манхэттене.

### Другие авторы
- Muscio, Inga. Cunt: A Declaration of Independence. — 20th anniversary. — New York, 2018-03-13. — ISBN 978-1-58005-664-9.